# SS Canberra

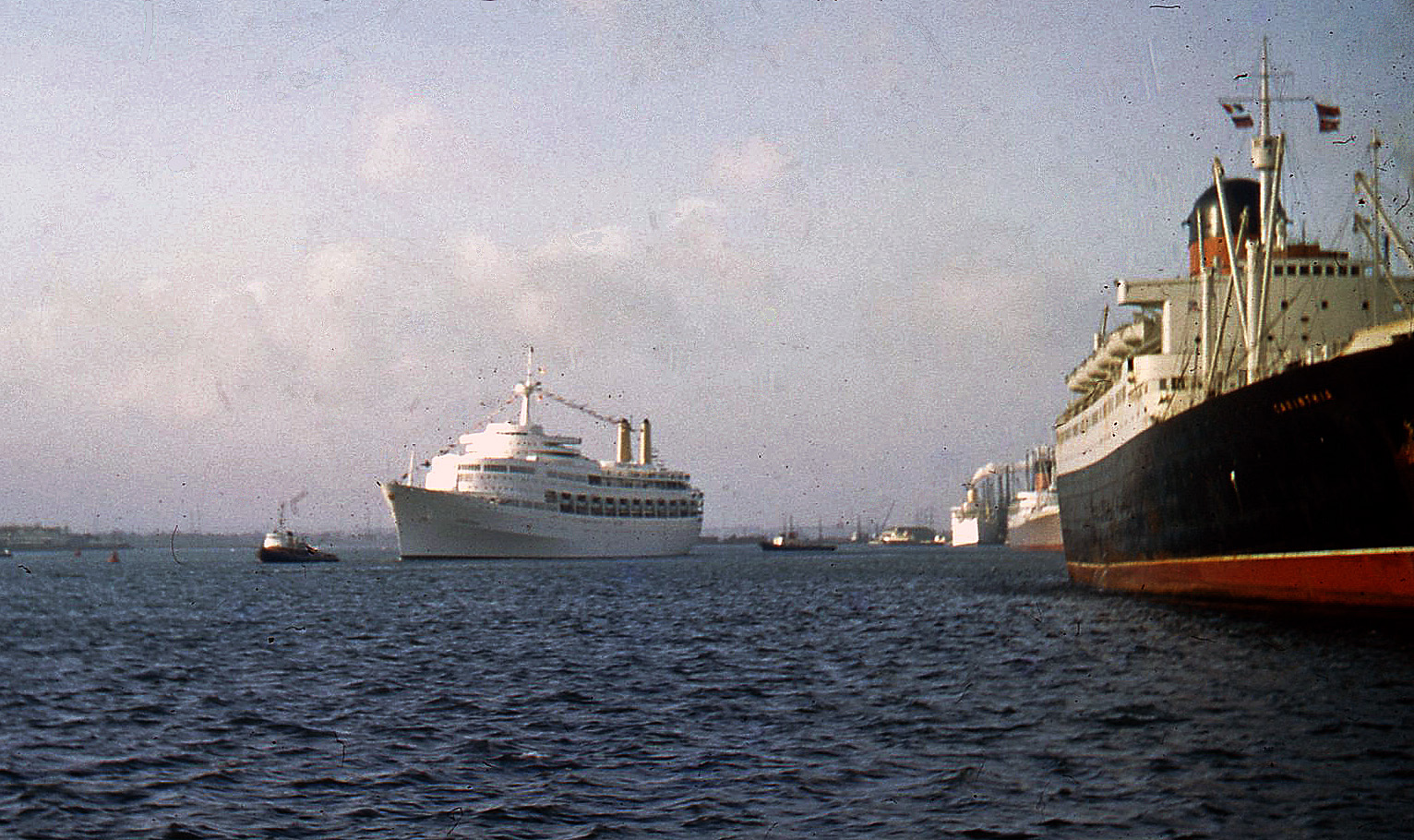
„Canberra” wypływająca w rejs z Southampton, 1967 r.

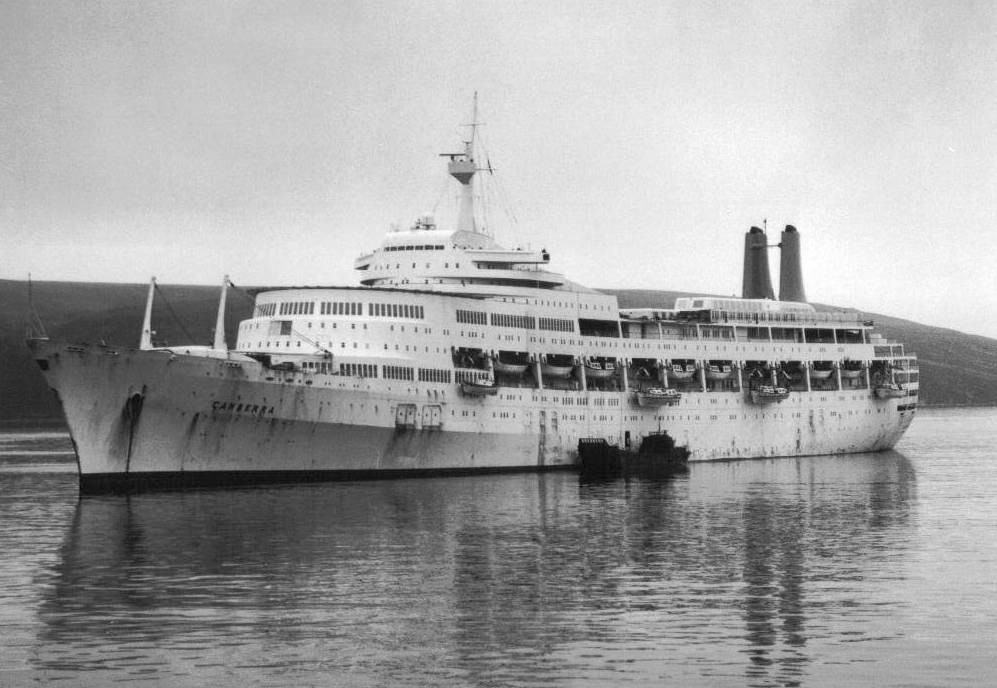
„Canberra” jako transportowiec wojska w zatoce San Carlos

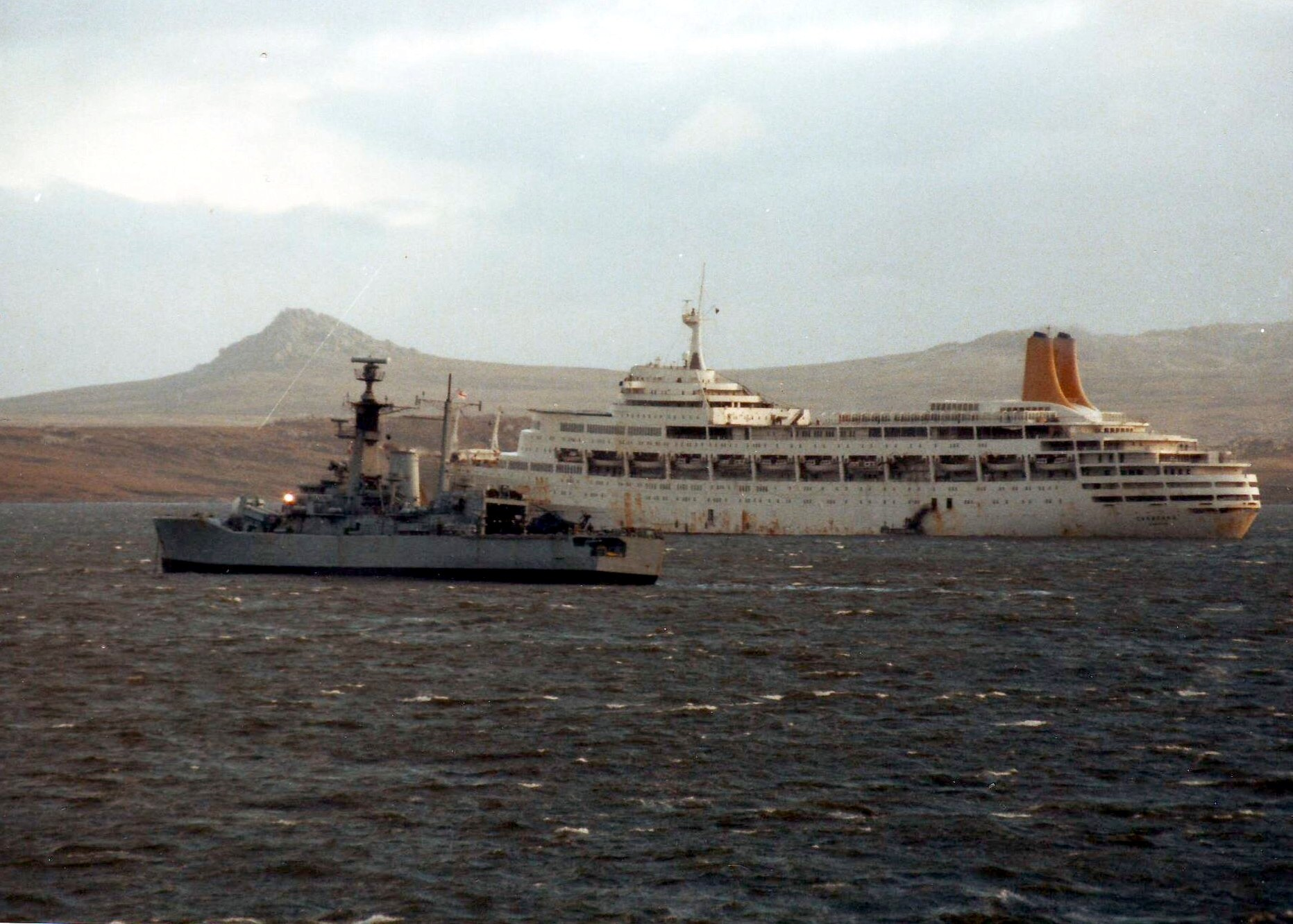
„Canberra” jako transportowiec wojska pod Port Stanley, z fregatą HMS „Andromeda” typu Leander

SS Canberra – brytyjski statek pasażerski z lat 1961-1997, flagowa jednostka przedsiębiorstwa żeglugowego P&O. Zbudowany na potrzeby linii z Wielkiej Brytanii do Australii i zachodniego wybrzeża Ameryki Północnej, pływał także na linii północnoatlantyckiej. W latach 1961–1973 eksploatowany w żegludze liniowej, następnie od 1974 roku jako wycieczkowiec. W czasie wojny falklandzkiej w 1982 roku używany był jako transportowiec wojska.

## Koncepcja i budowa
W drugiej połowie lat 50. XX wieku przedsiębiorstwa żeglugowe The Peninsular and Oriental Steam Navigation Company (P&O) i współpracująca z nią Orient Line postanowiły wybudować dwa nowe statki, większe i szybsze od statków pasażerskich używanych do tej pory do obsługi linii żeglugowych z Europy do Australii i na zachodnie wybrzeże Stanów Zjednoczonych. Według założeń, czas podróży do Australii miał ulec skróceniu o tydzień.
Statek dla P&O zbudowała stocznia Harland and Wolff w Belfaście (numer stoczniowy 1621). Stępkę położono 23 września 1957 roku, a wodowanie odbyło się 16 marca 1960 roku (17 marca według niektórych źródeł). Matką chrzestną została Pattie Menzis, żona Roberta Menziesa, ówczesnego premiera Australii. Statek otrzymał nazwę „Canberra” od stolicy Australii, po raz pierwszy u tego armatora. Drugim nieco mniejszym statkiem zbudowanym dla Orient Line była „Oriana”.
Od 29 kwietnia 1961 roku trwały próby morskie i usuwanie usterek. Statek przekazano armatorowi 19 maja 1961 roku w Greenock. Koszt budowy i wyposażenia wyniósł 17 021 000 funtów.
„Canberra” była największym statkiem pasażerskim przeznaczonym do obsługiwania innej linii, niż transatlantycka, i największym na szlaku Wielka Brytania – Australia. W momencie wejścia do służby była też największym statkiem pasażerskim wprowadzonym do eksploatacji w Wielkiej Brytanii od czasu RMS „Queen Elizabeth”.

## Służba

### Jako liniowiec pasażerski
W pierwszą podróż „Canberra” wyruszyła 2 czerwca 1961 roku z Southampton w Wielkiej Brytanii, pod dowództwem kapitana Geoffreya A. Wilda. Trasa wiodła przez Morze Śródziemne, Kanał Sueski, Australię, Nową Zelandię, Hawaje do zachodnich wybrzeży Kanady i Stanów Zjednoczonych i z powrotem; statek był uroczyście witany w portach, a na pokładzie znajdowało się 2238 pasażerów.
Na trasie takiej, jak w dziewiczym rejsie, statek pływał następnie zwykle w sezonie letnim, oprócz tego odbywał rejsy na Daleki Wschód. W USA odwiedzał San Francisco i Los Angeles, a w Kanadzie Vancouver. Rejs z Southampton do Sydney trwał 26 dni i kosztował od 150 do 550 funtów. W 1962 roku podczas remontu podwyższono nieco kominy statku. W tym samym roku statek odbył też pierwszy rejs transatlantycki z Southampton do Nowego Jorku, wchodząc tam jako pierwszy statek P&O. Rejsy na tej linii były także powtarzane w kolejnych latach.
4 stycznia 1963 roku podczas rejsu do Australii doszło na Morzu Śródziemnym do pożaru w siłowni statku (bez ofiar wśród pasażerów), na skutek czego rejs przerwano na Malcie, a większość pasażerów wróciła do Anglii samolotami. Statek popłynął na remont siłowni do Belfastu, trwający do maja.
Od lata 1967 roku „Canberra” musiała pływać do Australii wokół Przylądka Dobrej Nadziei, w związku z zamknięciem Kanału Sueskiego na skutek wojny izraelsko-egipskiej. Pływała też tam następnie przez Kanał Panamski. W 1968 roku dokonano modernizacji statku, m.in. pomieszczeń pasażerskich.

### Jako wycieczkowiec
Na przełomie lat 60. i 70. ruch pasażerski zaczęły przejmować linie lotnicze, zaś liniowce pasażerskie stawały się coraz częściej statkami wycieczkowymi. „Canberra” od początku swej służby odbywała kilka rejsów wycieczkowych w roku (głównie od stycznia do kwietnia), a w drugiej połowie 1973 roku została całkowicie wycofana ze służby liniowej. Zbiegło się to z niewielkim uszkodzeniem na skutek wejścia na mieliznę 12 lipca 1973 roku koło Saint George’s (przy zdejmowaniu go zginął w wypadku pracownik pralni okrętowej). Na początku 1974 roku „Canberra” została przystosowana do funkcji statku wycieczkowego. Odbywała kilkunastodniowe wycieczki na Karaiby lub Morze Śródziemne, a także rejsy dookoła świata (począwszy od roku 1974, jeden rejs w roku). Operatorem jednostki od 1977 roku stał się P&O Cruises, wydzielony z P&O.

### Jako transportowiec wojska
Po wybuchu wojny falklandzkiej znajdująca się na Morzu Śródziemnym „Canberra” została zarekwirowana przez rząd brytyjski w celu użycia jej jako transportowca wojska. 5 kwietnia 1982 roku statek wszedł do Southampton, gdzie wyokrętowano pasażerów i rozpoczęto przystosowywanie do nowej roli. Zainstalowano lądowisko dla helikopterów (nad dotychczasowym basenem I klasy na pokładzie słonecznym), salę operacyjną i przygotowano pomieszczenia dla rannych. Załadowano też kontenery z wyposażeniem dla wojska. Kapitanem statku pozostał jej cywilny kapitan Dennis Scott-Masson, statek pozostał też w pokojowym białym malowaniu.
8 kwietnia rozpoczęto załadunek wojska i 9 kwietnia „Canberra” wyszła z portu, wioząc około 2000 żołnierzy z 40. i 42. batalionów 3. Brygady Royal Marines i 3. batalionu Pułku Spadochronowego. 21 maja statek zakotwiczył w Zatoce San Carlos na Falklandzie Wschodnim. Uniknął w kolejnych dniach ataków lotnictwa argentyńskiego (według relacji pilotów, „Canberra” nie była atakowana, gdyż była brana za statek szpitalny). 28 maja na Georgii Południowej „Canberra” przejęła dodatkowe 3 tysiące żołnierzy z „Queen Elisabeth 2”, która miała trzymać się w większej odległości od rejonu walk. Żołnierzy wyokrętowano w San Carlos 2 czerwca.
Po kapitulacji sił argentyńskich, w dniach 16-19 czerwca „Canberra” przewiozła 4167 argentyńskich jeńców z Falklandów do Puerto Madryn, a 25 czerwca, po zabraniu na pokład 2489 żołnierzy brytyjskich, wyruszyła w drogę powrotną do kraju. Do Southampton statek powrócił 11 lipca, owacyjnie witany. Kapitan Dennis Scott-Masson został później odznaczony komandorią Orderu Imperium Brytyjskiego (CBE). Służba wojskowa statku trwała 94 dni, w tym czasie przepłynął 25 245 mil morskich.

### Ponownie jako wycieczkowiec

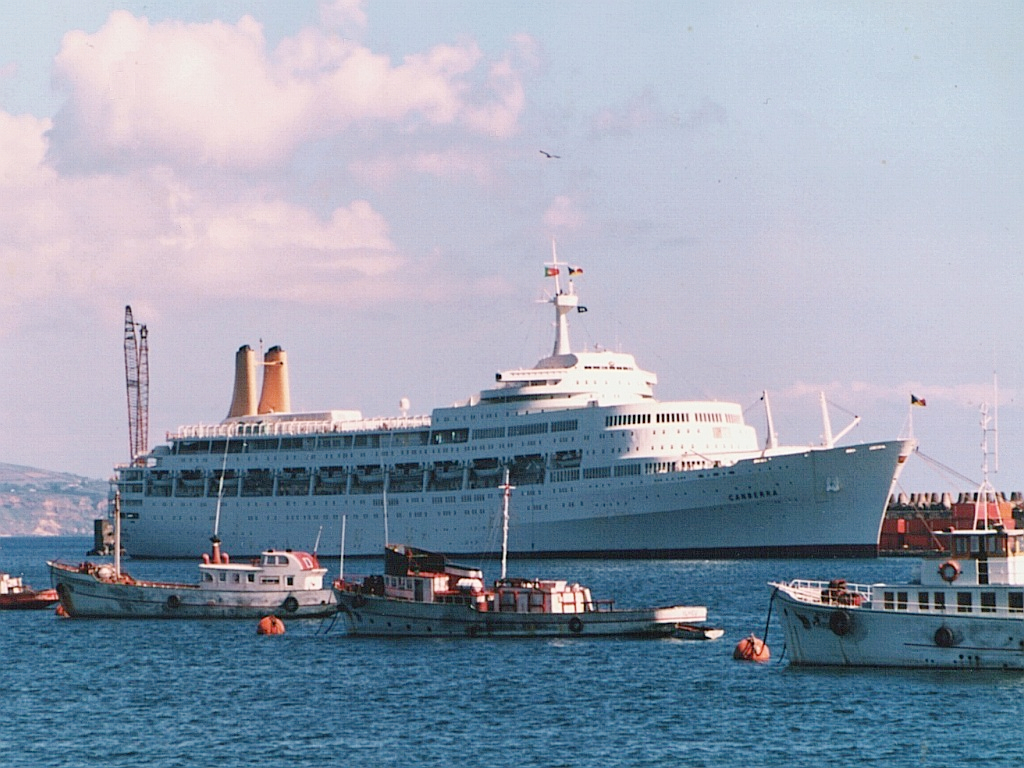
„Canberra” w 1984 r.

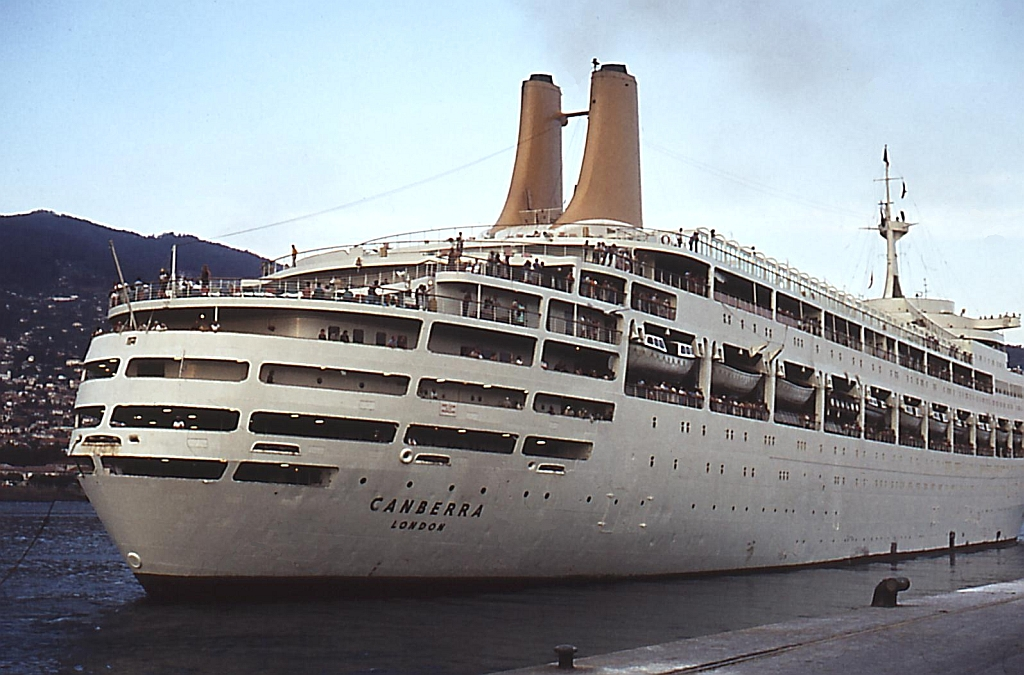
Rufa „Canberry” w 1978 r.

Do 11 września 1982 roku statek remontowano i przystosowywano do poprzedniej funkcji statku wycieczkowego. Operowała głównie na Morzu Śródziemnym i Morzu Karaibskim, ale także na wodach australijskich, przy tym służba wojenna „Canberry” przysporzyła jej dodatkowo przez pewien czas popularności. W 1984 i 1986 roku statek przeszedł remonty w Bremerhaven. W styczniu 1987 roku statek uratował załogę tonącego jachtu u wybrzeży Meksyku. W roku 1991 statek zmienił właściciela na firmę leasingową Abbey National Leasing, lecz pozostawał w czarterze P&O Cruises. W czerwcu 1994 roku „Canberra” uczestniczyła w obchodach 50-lecia lądowania w Normandii.
W latach 90. XX wieku „Canberra” stała się wyeksploatowana i nieekonomiczna (wysokie zużycie paliwa w porównaniu z nowymi statkami). Jeszcze w 1992 roku dokonano modernizacji (kosztem 19 milionów dolarów), lecz w 1996 roku podjęto decyzję o zakończeniu jej eksploatacji.
Ostatni rejs pasażerski zakończył się w Southampton 30 września 1997 roku. Podczas pożegnania statku m.in. przeleciał nad nim symbolicznie bombowiec Canberra. Statek sprzedano wkrótce potem na złom do Pakistanu. 31 października 1997 roku „Canberrę” osadzono na plaży koło Karaczi i w ciągu roku pocięto.

## Opis
Głównym projektantem „Canberry” był inż. John West, on też zaprojektował sylwetkę statku. Architektura i sylwetka „Canberry” były uważane za eleganckie i zgrabne, zawierające nowatorskie rozwiązania (przy tym, jest uznawana za dużo ładniejszą od „Oriany”). Kadłub miał mocno wychyloną w przód dziobnicę, gruszkę dziobową i nawisającą rufę. Charakterystyczne były wzdłużne załamania poszycia burt w części dziobowej, podobne do stosowanych na brytyjskich krążownikach. Długa nadbudowa na kadłubie w przedniej części była schodkowa, opływowa, zaokrąglona w widoku z góry (mieściły się tam m.in. przeszklone salony widokowe), w tylnej części schodziła schodkowo odkrytymi pokładami do samej rufy. Na nadbudowie, w jej przedniej części umieszczona była opływowa w formie nadbudówka, mieszcząca część pomieszczeń załogi i mostek. Na niej znajdował się pojedynczy blokowy maszt. Para cienkich kominów, stojących obok siebie i połączonych poprzeczką, umieszczona była w rufowej części nadbudowy (przypominała kominy wielkich zbiornikowców). Charakterystycznym nowatorskim elementem architektury były wnęki na szereg łodzi ratunkowych w dolnej części nadbudowy (11 łodzi ratunkowych i 1 robocza po każdej z burt – na wysokości pokładów spacerowego i B).
Jednostka miała stalowy, spawany kadłub, a większą część nadbudowy i nadbudówki wykonano ze stopów aluminium. Z 14 pokładów, 10 było dostępnych całkowicie lub częściowo dla pasażerów. Najwyżej, na dachu nadbudowy znajdował się pokład słoneczny (Sun Deck), ze studnią basenu I klasy w środkowej części i tarasem widokowym z przodu. Pod nim znajdował się pokład rekreacyjny (Games Deck), z przeszkloną werandą widokową, odkrytym stadionem, salami gier i sportów, klubem z salą taneczną, basenem I klasy, kinem, bawialniami i odkrytym basenem klasy turystycznej na rufie. Poniżej znajdowały się pokłady A i B, mieszczące głównie kabiny pasażerskie. Na rufie pokładu B mieścił się drugi niższy odkryty basen klasy turystycznej. Najniższym pokładem nadbudowy był pokład spacerowy (Promenade Deck), łączący się z niedostępnym dla pasażerów pokładem dziobowym. Mieściły się tam m.in. bary, sklepy, czytelnia i salon fryzjerski. Na niższych pokładach w kadłubie mieściły się m.in. kabiny pasażerskie i restauracje klasy I i turystycznej.
W części dziobowej statku znajdowały się trzy ładownie o łącznej objętości 4200 m³, przeznaczone m.in. na samochody. Osobno znajdowały się pomieszczenia bagażowe klasy I i turystycznej. Ładownia nr 1 była dostępna przez luk w pokładzie dziobowym, obsługiwana przez dwa 3-tonowe dźwigi, a znajdujące się za nią ładownie 2 i 3 – przez luki w burtach. Załoga statku miała kryty basen na dziobie.

### Siłownia

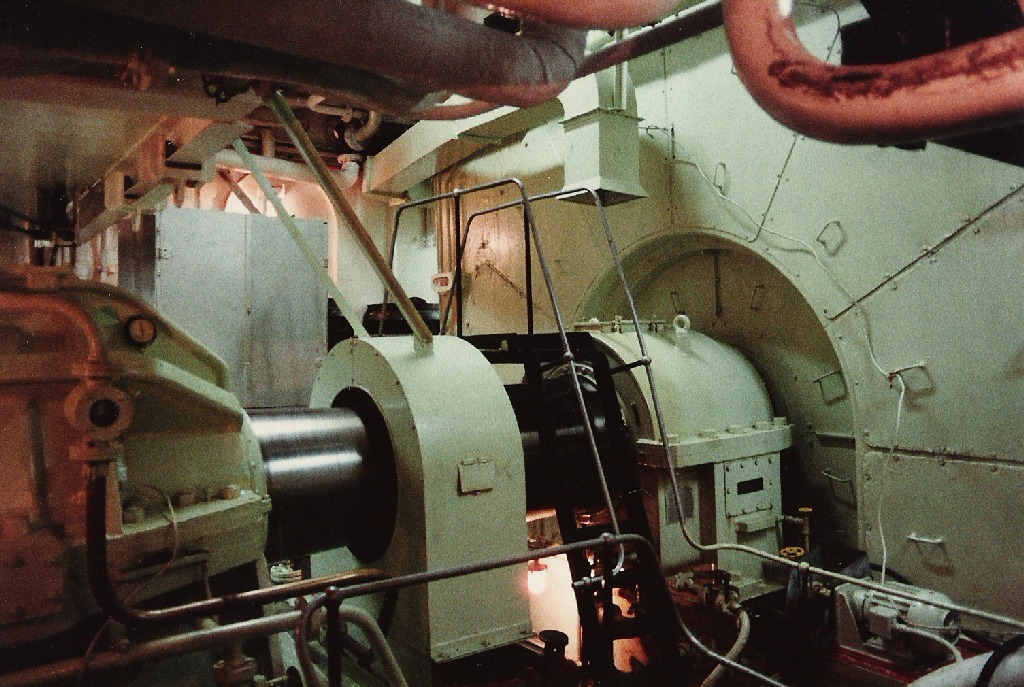
Silnik elektryczny napędu głównego

„Canberra” miała nieczęsto spotykany na statkach pasażerskich napęd turboparowy z przekładnią elektryczną (turboelektryczny), będąc zarazem ostatnim liniowcem z takim napędem, a przy tym ostatnim dużym statkiem pasażerskim z siłownią na rufie. Kotłownia znajdowała się na rufie, na wysokości kominów, a maszynownia bezpośrednio przed nią. Trzy wysokociśnieniowe wodnorurkowe kotły typy Foster-Wheeler ESD wytwarzały parę o ciśnieniu 54 kg/cm² (53 bar), z wydajnością po 118 t na godzinę, która napędzała dwa turbogeneratory prądu przemiennego, o łącznej mocy 64 400 kW. Każda z dwóch czterołopatowych śrub była obracana przez pojedynczy trójfazowy, synchroniczny, chłodzony powietrzem silnik elektryczny British Thompson Houston, o łącznej mocy obu silników 85 000 KM (63 000 kW).
Oprócz napędu głównego, zainstalowany był kocioł pomocniczy o wydajności 22,7 t pary na godzinę, oraz 4 turbogeneratory dostarczające energię elektryczną o łącznej mocy 6000 kW. Statek miał pojedynczy ster płetwowy, a na dziobie dwa stery strumieniowe.
Podczas prób nowy statek osiągnął prędkość 29,27 węzła. Początkowo prędkość eksploatacyjna wynosiła do 27,5 węzła. Po roku 1974 nie wykorzystywano dla oszczędności całej mocy i prędkość eksploatacyjną zmniejszono do 23,5 w.

### Wymiary i pojemność
Długość całkowita statku wynosiła 249,3 m (niektóre źródła podają 249,41 lub 249,49), długość między pionami 225,56 m, szerokość 31,25 m (lub 30,65 m), zanurzenie od 9,84 do 9,99 m (według niektórych danych, do 10,8 m).
Początkowo pojemność brutto (BRT) wynosiła 45 270 ton rejestrowych, pojemność netto (NRT) 23 672 ton rejestrowych, zaś nośność (DWT) 9910 ton. Po modernizacji w 1962 roku pojemność wynosiła 45 733 BRT, a w 1968 roku – 44 807 BRT i 24 021 NRT. Po ostatniej modernizacji w roku 1992 pojemność brutto (GT) wynosiła 49 073, netto (NT) 25 190, nośność (DWT) 8775.
Początkowo na „Canberze” było 786 kabin dla pasażerów, mogących pomieścić, według różnych źródeł, 2212, 2238 lub 2272 pasażerów w dwóch klasach (548 w klasie I i 1690 w klasie II, przy ogólnej liczbie 2238). Załogę stanowiło wówczas 938 lub 960 osób różnych narodowości, w tym 194 osoby zatrudnione w kuchni.
Jako statek wycieczkowy, „Canberra” mogła zabrać 1641 lub 1737 pasażerów (w jednej klasie), zaś załoga liczyła 795-860 osób.